# 戸田氏鉄
戸田 氏鉄（とだ うじかね）は、安土桃山時代から江戸時代前期にかけての武将、大名。徳川氏の家臣。近江膳所藩第2代藩主、摂津尼崎藩主、美濃大垣藩初代藩主。大垣藩戸田家2代。戸田一西の長男。

## 生涯
天正4年（1576年）3月、三河国二連木（現・愛知県豊橋市仁連木町）にて、戸田一西の長男として誕生した。
はじめ徳川家康の近習として仕えた。文禄4年（1595年）10月21日、従五位下采女正となった。慶長5年（1600年）関ヶ原の戦いに従軍した。慶長8年（1603年）、父の一西の死により家督を継ぎ、近江国膳所藩主となった。大坂の陣では居城の膳所城の守備に徹することを命ぜられ、戦後の元和元年（1615年）に摂津尼崎5万石へ移封された。元和3年（1617年）7月16日、従四位下に昇叙。采女正如元。寛永12年（1635年）7月28日、美濃国大垣10万石へ移封された。
寛永14年（1637年）の島原の乱において、後発で派遣された主将格の松平信綱の下、副将格に任じられ兵2千500を伴い出陣した。実戦経験の少ない幕府軍の中で、乱の鎮圧に功があった。最終決戦の前の軍議では、総攻撃ではなく包囲兵糧攻めの継続を意見している。。
江戸幕府において、寛永10年（1624年）の大坂城修築、島原の乱においての戦功などの働きがあった。4代将軍徳川家綱誕生の際の臍の緒を切断する箆刀の役を務めたことなど、幕府に信用されていたと推測される。藩政においては新田開発や治水工事などに大きな成功を収め、大垣藩の藩政を安定に導いた。また教育にも力を注ぎ、修養を説いた『八道集』などを著し、学問を充実させた。
慶安4年（1651年）11月28日に隠居した後は、入道して常閑と号した。明暦元年（1655年）、80歳で大垣において死去した。家督は長男の氏信が継いだ。
藩政の成功を賞して、現在の岐阜県大垣市大垣公園（大垣城跡）に、氏鉄の銅像が建てられている。父の一西以来、代々の子孫は大垣の常葉神社にて祭神として祀られている。また、尼崎藩主として尼崎城築城と共に行った治水事業の功績が称えられ、兵庫県尼崎市と大阪市西淀川区佃の府県境を流れる左門殿川や左門橋として、その名を残している。
明治42年（1909年）9月11日、贈従三位。

## 系譜
- 父：戸田一西
- 母：真木氏常の娘
- 正室：諷 - 松平康長の娘[2]
  - 長女：玉樹院 - 直江景明室のち板倉重宗継室
  - 長男：戸田氏信（1600-1681）
  - 次女：於才（栄春院） - 本多正勝正室
  - 次男：戸田氏経
  - 四女：松光院 - 松平忠国室
  - 五男：戸田頼鉄
  - 六男：戸田氏照
  - 七男：戸田利鉄
- 側室：蒲生氏
  - 四男：戸田氏頼
- 生母不明の子女
  - 三男：頓誉上人
  - 三女：於玉 - 戸田正家室